# Giải vô địch điền kinh trong nhà thế giới 2006
Giải vô địch điền kinh trong nhà thế giới 2006 (tiếng Anh: World Indoor Championships 2006) do Liên đoàn điền kinh thế giới (IAAF) tổ chức tại sân vận động Olympiysky, Moskva, Nga từ 10 đến 12 tháng 3 năm 2006. Chức vô địch toàn đoàn thuộc về Nga với 8 huy chương vàng.

## Huy chương vàng
Nam
- 60 m
  - Nam:  Leonard Scott
  - Nữ:   Me'Lisa Barber
- 400 m
  - Nam:  Alleyne Francique
  - Nữ:   Olesya Krasnomovets
- 800 m
  - Nam:  Wilfred Bungei
  - Nữ:   Maria Mutola
- 1500 m
  - Nam:  Ivan Heshko
  - Nữ:   Yuliya Chizhenko
- 3000 m
  - Nam:  Kenenisa Bekele
  - Nữ:   Meseret Defar
- 60 m vượt rào
  - Nam:  Terrence Trammell
  - Nữ:   Derval O'Rourke
- 4x400 tiếp sức
  - Nam:  Hoa Kỳ
  - Nữ:   Nga
- Nhảy cao
  - Nam:  Yaroslav Rybakov
  - Nữ:   Yelena Slesarenko
- Nhảy sào
  - Nam:  Brad Walker
  - Nữ:   Yelena Isinbayeva
- Nhảy xa
  - Nam:  Ignisious Gaisah
  - Nữ:   Tatyana Kotova
- Nhảy 3 bước
  - Nam:  Walter Davis
  - Nữ:   Tatyana Lebedeva
- Đẩy tạ
  - Nam:  Reese Hoffa
  - Nữ:   Natallia Khoroneko
- 7 môn phối hợp
  - Nam:  André Niklaus
  - Nữ:   Lyudmila Blonska

## Bảng xếp hạng huy chương
| TT | Quốc gia    | Huy chương | Huy chương | Huy chương | Huy chương |
| -- | ----------- | ---------- | ---------- | ---------- | ---------- |
| TT | Quốc gia    | Vàng       | Bạc        | Đồng       | Tổng số    |
| 1  | Nga         | 8          | 5          | 5          | 18         |
| 2  | Hoa Kỳ      | 7          | 4          | 2          | 13         |
| 3  | Ethiopia    | 2          | 0          | 0          | 2          |
| 3  | Ukrain      | 2          | 0          | 0          | 2          |
| 5  | Kenya       | 1          | 1          | 2          | 4          |
| 6  | Belarus     | 1          | 1          | 1          | 3          |
| 6  | Đức         | 1          | 1          | 1          | 3          |
| 8  | Ghana       | 1          | 0          | 0          | 1          |
| 8  | Grenada     | 1          | 0          | 0          | 1          |
| 8  | Ireland     | 1          | 0          | 0          | 1          |
| 8  | Mozambique  | 1          | 0          | 0          | 1          |
| 12 | Ba Lan      | 0          | 2          | 1          | 3          |
| 13 | Thụy Điển   | 0          | 1          | 2          | 3          |
| 14 | Cuba        | 0          | 1          | 1          | 2          |
| 14 | Tây Ban Nha | 0          | 1          | 1          | 2          |
| 16 | Botswana    | 0          | 1          | 0          | 1          |
| 16 | Brasil      | 0          | 1          | 0          | 1          |
| 16 | Bulgaria    | 0          | 1          | 0          | 1          |
| 16 | Croatia     | 0          | 1          | 0          | 1          |
| 16 | Jamaica     | 0          | 1          | 0          | 1          |
| 16 | Hà Lan      | 0          | 1          | 0          | 1          |
| 16 | Panama      | 0          | 1          | 0          | 1          |
| 16 | Qatar       | 0          | 1          | 0          | 1          |
| 16 | Nam Phi     | 0          | 1          | 0          | 1          |
| 25 | Bahamas     | 0          | 0          | 2          | 2          |
| 26 | Bahrain     | 0          | 0          | 1          | 1          |
| 26 | Bỉ          | 0          | 0          | 1          | 1          |
| 26 | Séc         | 0          | 0          | 1          | 1          |
| 26 | Đan Mạch    | 0          | 0          | 1          | 1          |
| 26 | Ý           | 0          | 0          | 1          | 1          |
| 26 | Maroc       | 0          | 0          | 1          | 1          |
| 26 | Bồ Đào Nha  | 0          | 0          | 1          | 1          |
| 26 | Sudan       | 0          | 0          | 1          | 1          |